# Xinyuictis
Xinyuictis — вимерлий рід хижоподібних ссавців з родини міацид з найбільш раннього еоцену Вайомінга.